# ゲルハルト・ゾンマー
ゲルハルト・ゾンマー（Gerhard Sommer、1921年6月24日 ‐ 2019年）は、ナチス・ドイツの親衛隊（SS）の隊員。最終階級は親衛隊少尉（SS-Untersturmführer）。第二次世界大戦中、イタリア・スタッツェーマのサンタンナ・ディ・スタッツェーマ村（en:Sant'Anna di Stazzema）で村民の虐殺を指揮した人物の一人。

## 略歴
ルドルシュタット（de:Rudolstadt）出身。1933年7月に12歳の時にヒトラー・ユーゲントに加入した。1939年9月1日、18歳の時に国家社会主義ドイツ労働者党（ナチス党）に入党（党員番号7,111,565）。10月には武装親衛隊の隊員となった（隊員番号474,378）。第1SS装甲師団ライプシュタンダーテ・SS・アドルフ・ヒトラーに従軍し、バルカン半島やウクライナで戦った。戦闘中に二度負傷し、二級鉄十字章を叙勲した。1944年1月30日に親衛隊少尉（SS-Untersturmführer）に昇進。装甲擲弾兵第35連隊第2大隊第7中隊（7th Kompanie des II. Bataillons/SS-Panzergrenadier-Regiment 35）の隊長となる。1944年8月19日に一級鉄十字章叙勲。第4義勇装甲擲弾兵旅団「ネーデルラント」（4th SS Volunteer Panzergrenadier Brigade Netherlands）に配属される。
第二次世界大戦中にサンタンナ・ディ・スタッツェーマ村で村民560人を虐殺した責任を問われ、2005年6月22日に他の親衛隊の9人の被告とともにイタリアのラ・スペツィアの軍事法廷から有罪判決を受けている。法廷は彼らに終身刑と戦争賠償金の支払を命じた。
ゾンマー達は上訴したが、ローマの軍事法廷からは棄却された。
2002年にドイツで彼への捜査が始まっていたが、起訴されていなかった。現在ゾンマーはドイツ・ハンブルクの看護施設で生活している